# Los zapaticos de rosa
Los zapaticos de rosa es un poema del escritor cubano José Martí. Fue publicado por primera vez en 1889, en el tercer número de la revista mensual La Edad de Oro.
En este poema Martí hace hincapié en los sentimientos humanos y en los valores universales que deben regir la conducta humana. En sus versos el escritor muestra los roles que rigen la sociedad.

## Síntesis
Este peculiar poema cuenta en versos cómo Pilar, una niña hija de padres adinerados, sale a la playa con su madre para estrenar su sombrero de plumas. Durante el trayecto Pilar cogió un jazmín, que significa la dulzura femenina, y la madre un clavel, que simboliza la alegría y el encanto.

Los zapaticos de rosa.

Al llegar a la playa, la madre de Pilar le advierte de que no se moje los zapaticos de rosa, acción que Pilar intenta cumplir para no enfadar a su madre. Mientras, la niña de los zapaticos de rosa se fija en que en el lado de la playa en el que está, el mar está muy triste y ve que la diversión está en la barranca, donde suenan las olas y la arena es más blanca. Pilar corre hacia su mamá y le pregunta si puede ir; esta acepta pero le advierte que no se moje los zapaticos de rosa.
Al pasar el rato la niña vuelve sin sus zapatos; la madre le pregunta dónde los ha dejado, pero de repente una señora interrumpe a la madre de Pilar. Esta le cuenta a la madre que tiene una hija enferma y que al ver Pilar a la niña sin zapatos, le regaló los suyos ya que tenía más. En ese momento la madre abraza a Pilar por la buena acción que ha realizado su hija y esta le ofrece a la señora su bolso y la manta y el anillo de Pilar. Al final la madre y la hija llegan de noche a casa y el poema termina con un verso que lo caracteriza.
Y dice una mariposa
que vio desde su rosal
guardados en un cristal
los zapaticos de rosa.

## Personajes
- Pilar: La niña de los zapaticos de rosa.
- Madre: Acepta que le dé los zapaticos de rosa a la niña enferma.
- Madre de la niña enferma: Tiene una hija enferma de la misma edad que Pilar.
- Niña enferma: A la que Pilar entrega sus zapaticos.

## Musicalización

Juan Carlos Bersague dirigiendo la orquesta típica y a los Niños Cantores Zulianos

Orquesta Típica Don Ciro Adarme

La compositora cubana Beatriz Corona escribió la música para el poema, realizando la Opereta Infantil Los zapaticos de rosa en 1984.
El estreno mundial de la obra no fue sino hasta mayo de 2016, realizado por El Sistema Coral Zulia, programa perteneciente a la Fundación del Estado para el Sistema Nacional de las Orquestas Juveniles e Infantiles de Venezuela. Interpretada por la Orquesta Típica Don Ciro Adarme y los Niños Cantores Zulianos. La dirección estuvo a cargo del Maestro Juan Carlos Bersague Chacón.
Los personajes fueron interpretados por:
- Pilar: Marineilly Fuenmayor
- Madre: Rocío Añez
- Padre: Héctor Luzardo
- Madre de la niña enferma: Linda Marín Carpio
- Narrador: Héctor Morales Arteaga
- Bailarina/Mariposa: Netsy Monserrat

Se realizaron dos funciones para su estreno, los días 13 y 14 de mayo de 2016 en el Teatro Baralt de la ciudad de Maracaibo, Estado Zulia, Venezuela.